# Вукова реформа
Вукова реформа је била реформа српске ћирилице и правописа коју је спровео Вук Стефановић Караџић у првој половини 19. века. Реформа је имала за циљ да стандардизује књижевни језик на основама народног говора, у складу са начелом „једно слово — један глас” и геслом „пиши као што говориш, а читај као што је написано”. Овај процес, који је трајао деценијама, представљао је радикалан раскид са дотадашњом славеносрпском језичком традицијом, која је била језик образованих слојева и цркве, али неразумљива ширим народним масама.
Вуков рад се темељио на ранијим покушајима Саве Мркаља, а одвијао се уз пресудну подршку и усмеравање словеначког лингвисте Јернеја Копитара. Реформа је званично започела објављивањем „Писменице сербскога језика” 1814. године, а симболично је победила 1847. године. Ипак, Вуков правопис је у Кнежевини Србији званично прихваћен тек 1868. године, четири године након његове смрти. Реформа је наилазила на жесток отпор црквених кругова и конзервативне интелигенције, али је на крају поставила темеље за савремени српски стандардни језик.

## Позадина
Срби су дочекали 18. век са два језичка израза: српскословенским, који је био језик цркве и средњовековне традиције, и народним језиком. Услед историјских околности и положаја Срба у јужној Угарској, Српска православна црква је створила посебан језички израз познат као славеносрпски језик, хибрид рускословенског, српскословенског и народног језика.
У другој половини 18. века, са доласком епохе просветитељства, неразумљивост славеносрпског језика, посебно у текстовима са световном садржином, постајала је све већи проблем. Због тога се јавила потреба за прилагођавањем језика и писма особинама српског народног говора, што је отворило пут језичким реформама. Поједини аутори, попут Гаврила Стефановића Венцловића, већ су почетком 18. века писали језиком блиским народу, али та дела нису имала шири утицај.

## Кључни утицаји и почеци реформе
Након пропасти Првог српског устанка 1813. године, Вук Стефановић Караџић (1787—1864) одлази у Беч. Тамо упознаје Јернеја Копитара, угледног слависту и цензора за словенске књиге у Хабзбуршкој монархији. Копитар је препознао Вуков потенцијал и постао његов ментор, усмеравајући га ка сакупљању народних умотворина и раду на реформи језика и правописа.
Копитар је Вука упознао са радом немачког филолога Јохана Кристофа Аделунга, чији је фонетски принцип „пиши као што говориш, а читај као што је написано” постао водећа идеја Вукове реформе. Уз Копитареву помоћ, Вук је 1814. године објавио „Писменицу сербскога језика по говору простога народа”, која је представила основе његове реформе азбуке и правописа.

## Реформа писма и правописа

### Сава Мркаљ
Пре Вука, најзначајнији покушај реформе спровео је Сава Мркаљ. Он је у својој књижици Сало дебелога јера либо азбукопротрес из 1810. године предложио редукцију азбуке на 29 слова, руководећи се фонетским принципом. Мркаљ је предложио избацивање свих сувишних слова и увео диграфе са танким јером (ь) за палаталне гласове, па су се слова њ, љ, ђ, ћ писала као нь, ль, дь, ть. Међутим, због снажног противљења црквених кругова, на челу са митрополитом Стефаном Стратимировићем, Мркаљева реформа је одбачена, а он сам се под притиском одрекао свог рада.
Легенда:
  Избачена слова
| Српскословенска ћирилица (и изговор) | Мркаљица |
| ------------------------------------ | -------- |
|                                      |          |
|                                      |          |
|                                      |          |
|                                      |          |
|                                      |          |
|                                      |          |
| (је)                                 |          |
|                                      |          |
| (зј)                                 |          |
|                                      |          |
|                                      |          |
| (ј)                                  |          |
|                                      |          |
|                                      |          |
|                                      |          |
|                                      |          |
|                                      |          |
| (о)                                  |          |
| (от)                                 |          |
|                                      |          |
|                                      |          |
|                                      |          |
|                                      |          |
| (т)                                  |          |
|                                      |          |
| Ѹ ѹ (оу)                             |          |
|                                      |          |
|                                      |          |
|                                      |          |
|                                      |          |
|                                      |          |
| (шт)                                 |          |
| (тврдо и)                            |          |
|                                      |          |
| (ју)                                 |          |
| (ја)                                 |          |
| (ја)                                 |          |
| (је)                                 |          |
| (је)                                 |          |
| (кс)                                 |          |
| (пс)                                 |          |
| (в, и)                               |          |

### Вук Стефановић Караџић
Вук је наставио тамо где је Мркаљ стао, усавршавајући његове идеје и у потпуности спроводећи фонетски принцип. У својој „Писменици” из 1814. и касније у првом издању „Српског рјечника” (1818), Вук је извршио коначну реформу азбуке:
- Избацио је сва слова која нису имала свој глас у народном говору.
- За шест гласова за које није било слова, Вук је пронашао нова графијска решења:
  - Љ и Њ је створио спајањем слова Л и Н са танким јером (Ь).
  - Ђ је прихватио по нацрту Лукијана Мушицког, модификовањем слова Ћ.
  - Ћ је преузео из старих српских рукописа, по угледу на слово ђерв (ꙉ).
  - Џ је преузео из старих румунских рукописа.
  - Ј је преузео из латинице, што је изазвало највећи отпор црквених кругова[2][6].
- Слово Х је првобитно изоставио, сматрајући да не постоји у народном говору, али га је касније (1836) вратио у азбуку, увидевши да се користи у јужним крајевима (Црна Гора, Босна, Дубровник)[1].

На тај начин, Вук је створио савршено фонетску азбуку са 30 слова, где сваки глас има своје слово, а свако слово представља један глас.
Легенда:
  Избачена слова
  Нова слова
| Мркаљица | Вукова ћирилица |
| -------- | --------------- |
|          |                 |
|          |                 |
|          |                 |
|          |                 |
|          |                 |
|          |                 |
|          |                 |
|          |                 |
|          |                 |
|          |                 |
|          |                 |
|          |                 |
|          |                 |
|          |                 |
|          |                 |
|          |                 |
|          |                 |
|          |                 |
|          |                 |
|          |                 |
|          |                 |
|          |                 |
|          |                 |
|          |                 |
|          |                 |
|          |                 |
|          |                 |
|          |                 |
|          |                 |
|          |                 |
|          |                 |

## Отпори и борба за прихватање
Вукова реформа наишла је на огроман и дуготрајан отпор. Између 1814. и 1847. године, њена победа није била нимало извесна. Главни противници били су:
- Српска православна црква: На челу са карловачким митрополитом Стефаном Стратимировићем, црква је Вукову реформу видела као напад на традицију и светост црквенословенског језика. Противници су оптуживали Вука да увођењем латиничног слова 'ј' ради на покатоличавању Срба[4][6].
- Конзервативна интелигенција: Учени људи тог времена, предвођени Јованом Хаџићем (Милошем Светићем), сматрали су народни језик „простим” и „говедарским”, недостојним књижевности и науке[4][5].
- Кнежевина Србија: Власти у Србији, под утицајем цркве, дуго су забрањивале штампање књига Вуковим правописом.

Вуку су највише замерали напуштање црквенословенске основе, увођење „непристојних” народних речи у „Српски рјечник”, и коришћење источнохерцеговачког дијалекта (ијекавског) као основе за књижевни језик. Упркос свему, Вук је водио оштру полемику са противницима и добијао подршку угледних европских интелектуалаца, попут Јакоба Грима и Гетеа, који су били одушевљени српском народном поезијом.

## Победа реформе и званично признање
Кључна година за победу Вукових идеја била је 1847. Те године, млада генерација српских интелектуалаца објавила је четири капитална дела на реформисаном народном језику и Вуковим правописом, доказујући да је тај језик способан за највише уметничке и научне домете:
1. Нови завет у Вуковом преводу (чије је објављивање чекало скоро 27 година)[4]
2. „Песме” Бранка Радичевића
3. „Горски вијенац” Петра II Петровића Његоша
4. „Рат за српски језик и правопис” Ђуре Даничића, научна одбрана Вукове реформе која је докрајчила полемику са Јованом Хаџићем[4].

Ова „Вукова година” означила је тријумф његових идеја међу интелектуалном елитом. Међутим, требало је да прођу још две деценије да реформа буде и званично прихваћена. У Кнежевини Србији, Вуков правопис је озваничен 1868. године, чиме је реформа коначно и формално завршена. Овај успех омогућио је Бечки књижевни договор из 1850. године, где су српски и хрватски интелектуалци, укључујући Вука и Даничића, поставили основе за заједнички књижевни језик.

## Политички контекст и контроверзе
Савремена истраживања указују и на сложен политички контекст реформе. Неки историчари, попут Милослава Самарџића, сматрају да је Вукова реформа била део стратешког плана Аустријског царства, који је спроводио Јернеј Копитар. Циљ је био да се Срби одвоје од руског културног и политичког утицаја, који се ширио преко цркве и славеносрпског језика, и да се приближе католичким Словенима унутар Монархије. Копитар је у писмима аустријским властима објашњавао да Вук, борећи се против православног клера, „ненамерно и несвесно ради исто тако у корист Аустрије”.
Ове тезе су контроверзне, али су поткрепљене документацијом која указује на политичке мотиве иза подршке Вуку. Такође, поједини аутори оспоравају Вукову тврдњу о потпуној неразумљивости старијег језика, наводећи примере из средњовековне књижевности и дела писаца попут Гаврила Стефановића Венцловића, који доказују континуитет између народног и књижевног израза.

## Вуков нефилолошки рад
Поред реформе језика, Вук Стефановић Караџић је дао огроман допринос и на другим пољима. Његов рад у области етнографије и антропологије сматра се пионирским. Сакупљао је и објављивао народне песме, приповетке, пословице и обичаје, чувајући их од заборава. Његове биографије знаменитих Срба, попут приче о Хајдуку Вељку Петровићу, имају изузетну књижевну вредност. Захваљујући обимној преписци са интелектуалцима широм Европе, од Лондона до Петрограда, Вук је био „институција за себе” и најзначајнији репрезент српске културе у свету у своје време.